# Meister des Adalbert-Grabmals im Mainzer Dom

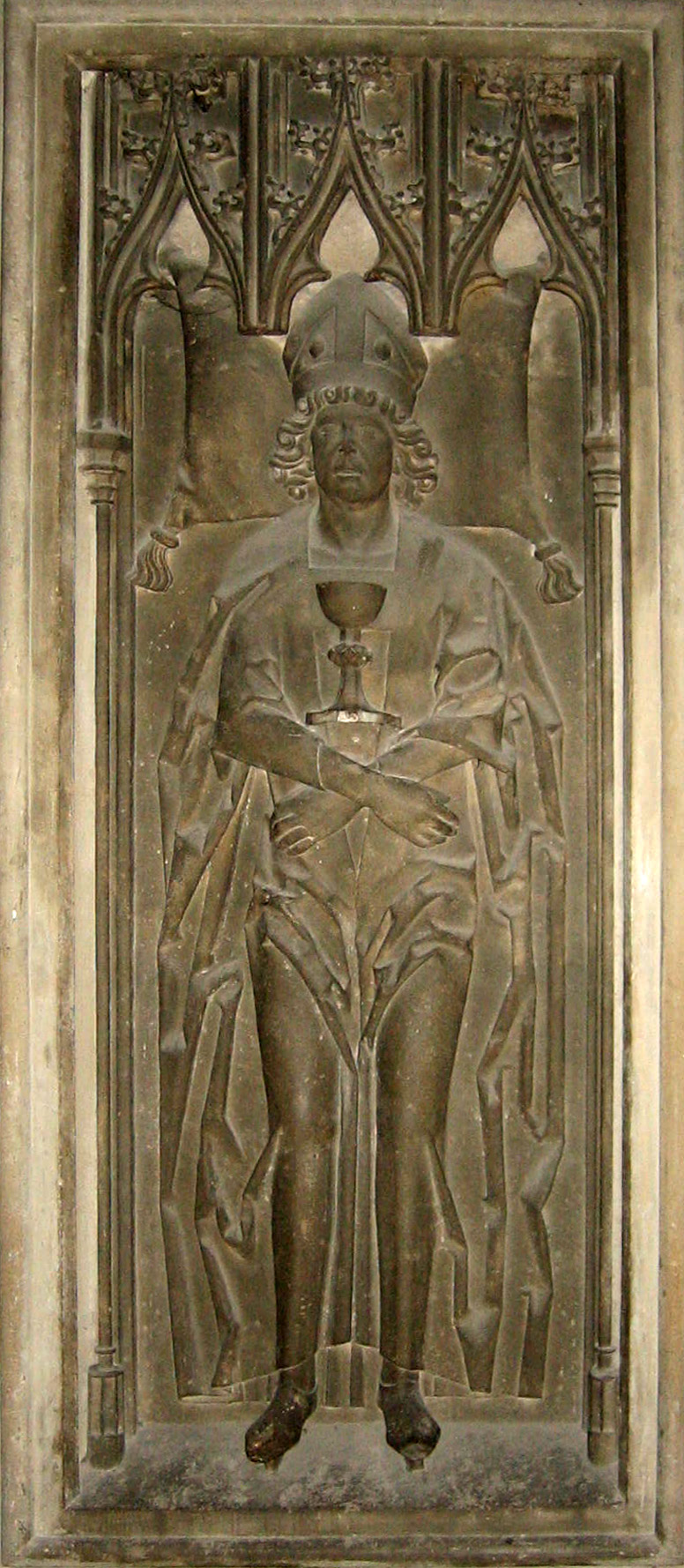
Grabmal Bernhards von Breidenbach

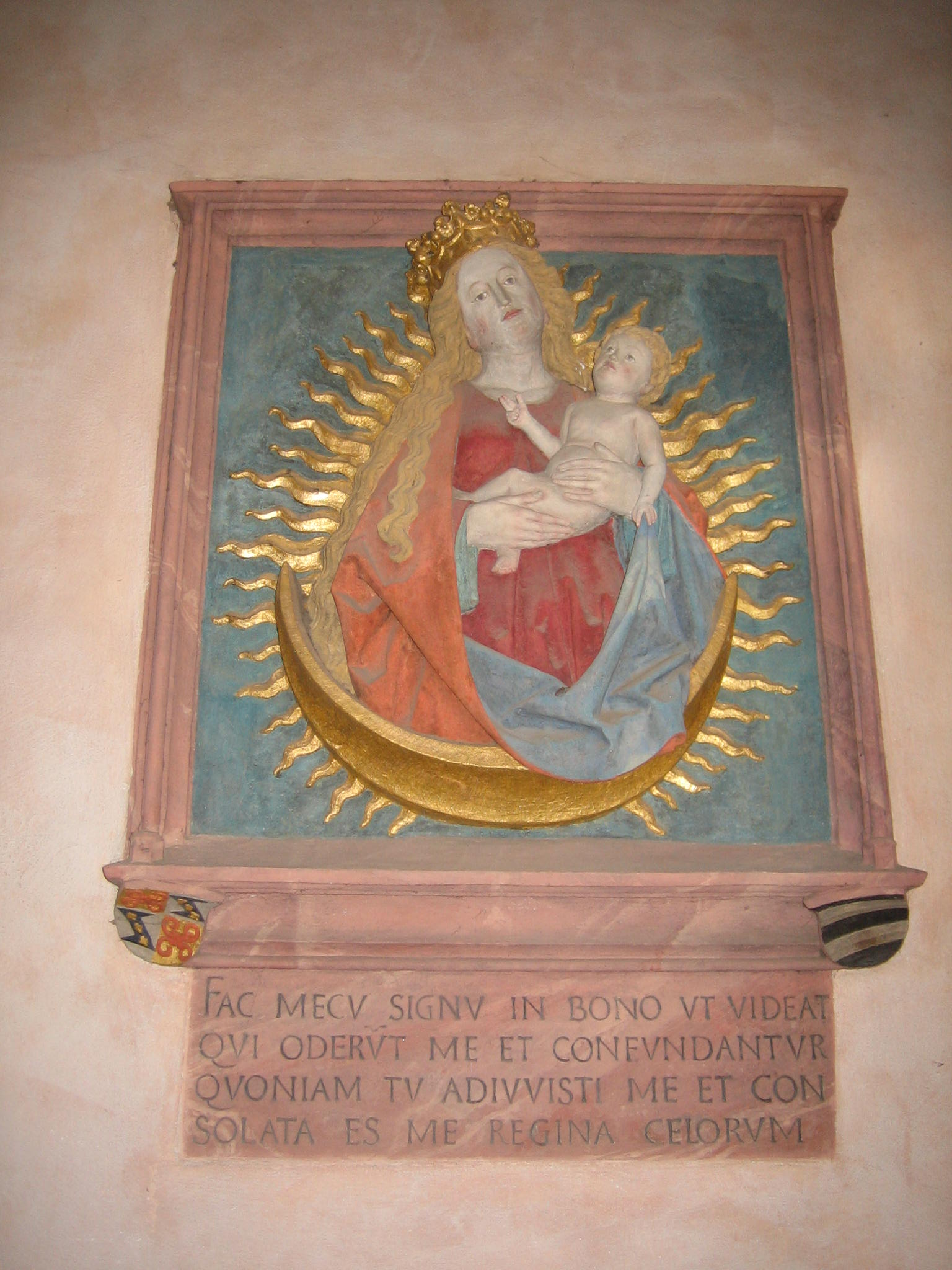
Madonna der Palästinafahrer

Als Adalbertmeister oder Meister des Adalbert-Grabmals im Mainzer Dom wird der Bildhauer bezeichnet, der um 1484 das Grabdenkmal des Adalbert III. von Sachsen für den Mainzer Dom geschaffen hat. Das Grabdenkmal des Bernhard von Breidenbach von 1497 dort soll ebenfalls aus seiner Hand stammen.
Des Weiteren wird dem Adalbertmeister und seiner Werkstatt die ebenfalls in Mainz im Dom zu findende Grablegungsgruppe von ca. 1495 zugeschrieben, die in lebensgroßen Figuren die Beweinung Christi darstellt. Auch die Madonna der Palästinafahrer, gestiftet von Bernhard von Breidenbach und Philipp von Bicken, die nach der Zerstörung der Liebfrauenkirche im Jahr 1793 in den Kreuzgang des Doms kam, wird als seine Arbeit betrachtet.
Das Werk des Adalbertmeisters entstand in der Zeit des Übergangs der Spätgotik in die Renaissance. Zusammen mit den Arbeiten des etwas später folgenden Hans Backoffen gilt es als ein Höhepunkt mittelrheinischer Bildhauerkunst in Mainz.
Der Name des Adalbertmeisters ist nicht sicher bekannt, daher werden seine Plastiken unter seinem Notnamen geführt. Als sein Name wird Valentin(us) vermutet.